# Direito de propriedade
Direito de propriedade é o direito que indivíduos ou organizações têm de controlar o acesso a bens de que são titulares.
O proprietário tem, sobre sua propriedade, o direito de uso, prazer e disposição.
- O direito de uso consiste em extrair da coisa todos os benefícios ou vantagens que ela puder prestar, sem alterar-lhe a substância.
- O direito de prazer consiste em fazer a coisa frutificar e recolher todos os seus frutos.
- O direito de disposição consiste em consumir a coisa, gravá-la com obrigação, trocá-la ou submetê-la a serviço de outra pessoa.

## O direito de propriedade e como é abordado na Constituição brasileira de 1988
O direito de propriedade, que é um instituto jurídico, pode ser compreendido na Constituição brasileira no artigo 5°, nos incisos XXII, XXIII. XXIV, XXV, XXVI, XXVII, XXVIII, XXIX, XXX e XXXI. Assim, aborda em seu instituto o direito de herança, direito autoral, propriedade de inventos patentes e marcas e entre outros.
O conceito tradicional de propriedade passou por intensas mudanças, por isso deve ser observado com cautela. É mister o entendimento que o conceito de propriedade não fica restrito a seara patrimonialista do Código Civil brasileiro de 2002, mas abrange outros valores. Assim como se vale Gilmar Ferreira Mendes, em seu Curso de Direito Constitucional (Editora Saraiva, 10° edição revista e atualizada, 2015) de Konrad Hesse, a base da subsistência e do poder de autodeterminação do homem moderno não é mais a propriedade privada em sentido tradicional, mas o próprio trabalho e o sistema previdenciário e assistencial instituído e gerido pelo Estado. Com isso fica claro o entendimento que o conceito tradicional de propriedade não fica restrito a bens móveis e bens imóveis, abrangendo outros valores.
O direito de propriedade pode ser encontrado em nossa Carta Magna, em seu sentido amplo, no artigo 5° em seus incisos XXII e XXIII:
- Artigo 5°, inciso XXII: é garantido o direito de propriedade.[2]
- Artigo 5°, inciso XXIII: a propriedade atenderá a sua função social.[2]

Entendido seu sentido amplo, é importante relatar suas restrições. Assim como cita Marcelo Novelino, em sua obra Manual de Direito Constitucional (Editora MÉTODO LTDA, 9° edição revista e atualizada, 2014, São Paulo), as restrições se classificam em 3 espécies:
- Restrição de caráter absoluto: encontra-se bem tal na CF, artigo 5°, inciso XXIII, com a função social da propriedade.
- Restrição de caráter exclusivo: é limitado pelas requisições civis e militares (CF, arts. 5.°, XXV e 139, VII).[3]
- Restrição de caráter perpétuo: pela possibilidade de desapropriação (CF, art. 5.°, XXIV), confisco (CF, art. 243) e usucapião (CF, arts. 183 e 191).[3]

### As garantias institucionais do direito de propriedade da Constituição brasileira de 1988
Assim como bem expressa Gilmar Ferreira Mendes, em seu Curso de Direito Constitucional, a garantia institucional do direito de propriedade encontra grande dificuldade em seu estabelecimento. Temos uma contradição ou até quase uma dicotomia entrelaçada de duas necessidades em tal garantia: por um lado necessita traçar limites a ação legislativa, mas por outro lado necessita que tal garantia também seja conformada pelo legislador.
Entendendo essa dificuldade da garantia institucional, deve-se estabelecer uma proteção do instituto de propriedade para evitar que se perpetuem posições ilegítimas. É mister fazer valer a nobre lição de Robert Alexy, como expressa bem em sua Teoria dos Direitos Fundamentais, na qual precisamos estabelecer um núcleo normativo mínimo, uma densidade normativa mínima que projeta o instituto jurídico da propriedade.

### Âmbito de proteção do direito de propriedade na CF/88 e certos questionamentos
O âmbito de proteção do direito de propriedade abrange várias espécies como o direito autoral, o direito de herança, propriedade de marcas, inventos e patentes. É importante saber que nessas espécies em que o âmbito de proteção abraça, possui ampla possibilidade de conformação pelo legislador. Frente a isso, convém um exemplo que implicou já em grandes questionamentos e chegando até o STF que é a relação com o direito adquirido; ou seja, em virtude possuir amplo âmbito de proteção e de ampla conformidade pelo legislador, suscita-se a temática do direito adquirido. Assim como cita Gilmar Ferreira Mendes "O Supremo Tribunal, pela voz de Moreira Alves, deixou assente que '(...) em matéria de direito adquirido vigora o princípio — que este Tribunal tem assentado inúmeras vezes — de que não há direito adquirido a regime jurídico de um instituto de direito. Quer isso dizer que, se a lei nova modificar o regime jurídico de determinado instituto de direito (como é o direito de propriedade, seja ela de coisa móvel ou imóvel,ou de marca),essa modificação se aplica de imediato'". Com isso, encontra-se frustrada a tentativa do direito adquirido no instituto jurídico da propriedade.
Entendido isso, se não há direito adquirido e qualquer alteração legislativa superveniente pode mudar o âmbito de proteção de tal direito fundamental, é necessário algum instrumento que fortaleça a garantia e proteção de tal direito fundamental. Assim como cita Gilmar Ferreira Mendes, é importante recorrer ás cláusulas de transição como não há direito adquirido. Caso não haver cláusulas de transição, configura-se um quadro de omissão inconstitucional.

## O direito de propriedade e "a tragédia dos bens comuns"
A plenitude do direito de propriedade é fundamental para o capitalismo. O biólogo Garrett Hardin, em seu ensaio "A tragédia dos bens comuns" defende a tese, algo controversa, de que a instituição de direitos de propriedade sobre alguns bens comuns (Commons) e a sua conversão em bens privados, evitou sua escassez (ou extinção).